# 1993 في رومانيا
فيما يلي قوائم الأحداث التي وقعت خلال عام 1993 في رومانيا.

## رياضة
- 20 يونيو – دوري الدرجة الأولى الروماني 1992–93 الفائز نادي ستيوا بوخارست.

## مواليد

### يناير
- 18 يناير – كريستينا دينو لاعبة كرة مضرب رومانية.
- 21 يناير – ريتشارد ماركوني لاعب كرة قدم إيطالي.
- 21 يناير – ماريوس سوكه لاعب كرة يد روماني.

### فبراير
- 2 فبراير – داريوس ماكاريا لاعب كرة يد روماني.

### مارس
- 18 مارس – كونستانتين نيكا لاعب كرة قدم روماني.

### أبريل
- 11 أبريل – فلورين أندوني لاعب كرة قدم روماني.
- 15 أبريل – فلورنتين ماتي لاعب كرة قدم روماني.
- 29 أبريل – أندري مارك لاعب كرة قدم روماني.

### مايو
- 5 مايو – أديلينا باستور
- 7 مايو – نيكوشور ستانتشيو لاعب كرة قدم روماني.

### يونيو
- 18 يونيو – فلورين داريوس براجوشي لاعب كرة مضرب روماني.
- 30 يونيو – ديميس جريجوراش لاعب كرة يد روماني.

### يوليو
- 24 يوليو – سونيا أورسو كيم لاعبة كرة سلة كورية جنوبية.

### أغسطس
- 1 أغسطس – إليزا بوسيشي لاعبة كرة يد رومانية.

### ديسمبر
- 15 ديسمبر – ألينا إيريميا

## وفيات

### يناير
- 1 يناير – سيميون كوشوف (مواليد 1952) ملاكم روماني.
- 17 يناير – فيلموس زومبوري (مواليد 1906) لاعب كرة قدم روماني.

### فبراير
- 2 فبراير – ميشيل كلين (مواليد 1959) لاعب كرة قدم روماني.

### مارس
- 8 مارس – ويلهلم جورج بيرغر (مواليد 1929) ملحن روماني.
- 12 مارس – يوليو بودولا (مواليد 1912) لاعب كرة قدم روماني.

### أبريل
- 13 أبريل – رودولف ويتزر (مواليد 1901) لاعب كرة قدم روماني.

### يوليو
- 12 مارس – يوليو بودولا (مواليد 1912) لاعب كرة قدم روماني.
- 18 يوليو – جان نيغلسكو (مواليد 1900)

### سبتمبر
- 7 سبتمبر – يوجين باربو (مواليد 1924) كاتب روماني.
- 28 سبتمبر – دوميترو باولوفيتشي (مواليد 1912) لاعب كرة قدم روماني.

### أكتوبر
- 12 أكتوبر – ميرسيا ديفيد (مواليد 1914) لاعب كرة قدم روماني.